# Eulogio Varela

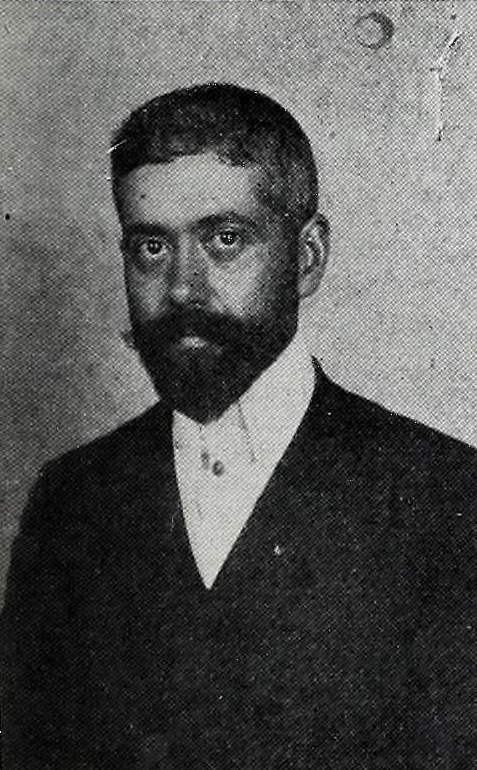
Eulogio Varela (c. 1906)

Eulogio Varela Sartorio (El Puerto de Santa María, 1868-Madrid, 1955) fue un ilustrador, pintor y escritor español, vinculado al modernismo. 

## Biografía
Nació en la localidad gaditana de El Puerto de Santa María en 1868. Obtuvo premios en las Exposiciones Nacionales de Bellas Artes (1892, 1895, 1901, 1904, 1906 y 1908) y participó en diversos certámenes internacionales. Colaboró con Emilio Sala en la decoración del teatro Español y del casino de Madrid. 
En 1898 comienza su colaboración con la revista Blanco y Negro, convirtiéndose en uno de sus artistas más relevantes y duraderos y llegando a publicar más de 1000 ilustraciones. 
Fue profesor de la Escuela de Artes y Oficios de Madrid. Sus herederos donaron gran parte de su obra a su ciudad natal donde, en 1980, se le tributó un homenaje. Entre sus obras literarias destacan: Temas de composición decorativa, Tratado de perspectiva y La letra y su teoría constructiva.
Falleció en Madrid el 25 de diciembre de 1955.